# Torgeir
Cette page présente le prénom Torgeir ainsi que ses variantes.
Torgeir (variante : Torger) est un prénom norvégien.
Terje est la forme hypocoristique et contractée de Torgeir. 
Le prénom Torgeir est à l'origine du patronyme norvégien Torgersen signifiant « Fils de Torge(i)r ». 

## Étymologie
Torgeir est dérivé du vieux norrois Þorgeirr, composé de l'élément Þórr, « Thor », dieu du tonnerre dans la mythologie nordique, et de l'élément geirr, qui signifie « lance, javelot ». 

## Personnalités portant ce prénom
- Torgeir Anderssen-Rysst (1888–1958), avocat et homme politique norvégien ;
- Torgeir Brandtzæg (né en 1941), sauteur à ski norvégien ;
- Torgeir Bryn (né en 1964), joueur de basket-ball norvégien ;
- Torgeir Micaelsen (en) (né en 1979), homme politique norvégien ;
- Torgeir Trældal (en) (né en 1965), homme politique norvégien.

- Pour l'ensemble des articles sur les personnes portant ce prénom, consulter :
  - la liste des articles dont le titre commence par ce prénom
  - les listes produites par Wikidata : Liste des personnes de prénom « Torgeir » — même liste en incluant les éventuels prénoms composés qui contiennent « Torgeir ».

Variante Torger : 
- Torger Nergård (né en 1974), curleur norvégien ;
- Torger Ødegaard (en) (né en 1966), homme politique norvégien.

- Pour l'ensemble des articles sur les personnes portant ce prénom, consulter :
  - la liste des articles dont le titre commence par ce prénom
  - les listes produites par Wikidata : Liste des personnes de prénom « Torger » — même liste en incluant les éventuels prénoms composés qui contiennent « Torger ».